# Heinz Bauer
Pour les articles homonymes, voir Bauer.
Heinz Bauer (né le 31 janvier 1928 à Nuremberg et mort le 15 août 2002 à Erlangen) est un mathématicien allemand spécialiste de  théorie des probabilités et d'analyse probabiliste.

## Biographie
Heinz Bauer fait des études de mathématiques et de physique à l'université d'Erlangen avec Georg Nöbeling (de) et Otto Haupt, puis à l'université de Nancy en 1952 avec Laurent Schwartz et Jean Dieudonné. En 1953, il obtient son doctorat à Erlangen sous la supervision de Haupt (Reguläre und singuläre Abbildungen eines distributiven Verbandes in einen vollständigen Vektorverband, welche der Funktionalgleichung {\displaystyle f(x\lor y)+f(x\land y)=f(x)+f(y)} genügen) et son habilitation en 1956. Il est ensuite assistant à Erlangen jusqu'en 1958 ; il effectue entre-temps un séjour à Paris en 1956/57 comme attaché de recherches au CNRS, avec Gustave Choquet et Marcel Brelot. À partir de 1959, il enseigne à l'université de Hambourg, où il devient en 1961 professeur de mathématiques actuarielles et de statistique mathématique, succédant à Leopold Schmetterer, qui lui prend un poste à Vienne. En 1961/62, il est professeur invité à l'université de Washington à Seattle avec Victor Klee et en 1964 à Paris. En 1965, il est de retour à l'Université d'Erlangen, où il succède à Otto Haupt et est un collègue de Konrad Jacobs en tant que stochasticien. En 1996, il prend sa retraite.

## Travaux
Bauer a travaillé dans divers domaines des mathématiques et notamment en  théorie du potentiel, théorie de la mesure et de calcul intégral, théorie des probabilités et analyse fonctionnelle et leurs interrelations. Le principe du maximum de Bauer en analyse (mathématiques) les espaces harmoniques de Bauer portent son nom. En raison notamment de son séjour en France auprès de membres du groupe Bourbaki, Bauer a été fortement influencé par la méthode axiomatique de l'école Bourbaki.
De 1988 à 2002, il a été membre du comité de rédaction de la revue Aequationes Mathematicae.
Bauer a supervisé 32 doctorants, parmi lesquels le statisticien Hans Föllmer et le théoricien des systèmes Diederich Hinrichsen (en) qui, à eux deux, ont plus de 500 descendants académiques.

## Récompenses et honneurs
- Bauer a été membre de l'Académie royale danoise des sciences et des lettres, de l'Académie bavaroise des sciences (depuis 1975), de l'Académie finlandaise des sciences, de l'Académie autrichienne des sciences, de l'Académie danoise et de l'Académie Léopoldine (depuis 1991 en tant que président pour les mathématiques).
- Ordre bavarois du Mérite
- 1974 : conférence plénière au Congrès international des mathématiciens de Vancouver (titre de sa conférence : Aspects of modern potential theory).
- 1980 : prix Chauvenet de la Mathematical Association of America pour l'article[2]
- 1987 : médaille d'honneur de l'université Charles de Prague
- 1992 : doctorat honoris causa de l'université Charles de Prague
- 1994 : doctorat honoris causa de l'université technique de Dresde
- 1998 : ordre bavarois de Maximilien pour la science et l'art

En 1976-1977, il était président de la Deutsche Mathematiker-Vereinigung.

## Publications (sélection)
- Wahrscheinlichkeitstheorie, de Gruyter, 1991 (ISBN 3-11-012190-5). — 4e édition, remaniée d'un livre intitulé Wahrscheinlichkeitstheorie und Grundzüge der Maßtheorie paru en 1964

- Probability Theory and Elements of Measure Theory  (trad. Lisa Rosenblatt), New York, Holt, Rinehart and Winston, 1972 (ISBN 0-03-081621-1). — Traduction du livre de 1964
- Harmonische Räume und ihre Potentialtheorie, Berlin, Springer, coll. « Lecture Notes in Mathematics » (no 22), 1966.

- avec  Bernd Anger, Mehrdimensionale Integration : Eine Einführung in die Lebesguesche Theorie, de Gruyter, coll. « Göschen » (no 2121), 1976 (ISBN 3-11-004612-1).